# Chevillé
Chevillé és un municipi francès situat al departament del Sarthe i a la regió de País del Loira. L'any 2007 tenia 388 habitants.

## Demografia

### Població
El 2007 la població de fet de Chevillé era de 388 persones. Hi havia 134 famílies de les quals 20 eren unipersonals (16 homes vivint sols i 4 dones vivint soles), 37 parelles sense fills, 73 parelles amb fills i 4 famílies monoparentals amb fills.
La població ha evolucionat segons el següent gràfic:
Habitants censats

### Habitatges
El 2007 hi havia 173 habitatges, 135 eren l'habitatge principal de la família, 21 eren segones residències i 16 estaven desocupats. 168 eren cases i 5 eren apartaments. Dels 135 habitatges principals, 104 estaven ocupats pels seus propietaris, 28 estaven llogats i ocupats pels llogaters i 3 estaven cedits a títol gratuït; 7 tenien dues cambres, 18 en tenien tres, 27 en tenien quatre i 82 en tenien cinc o més. 105 habitatges disposaven pel capbaix d'una plaça de pàrquing. A 51 habitatges hi havia un automòbil i a 80 n'hi havia dos o més.

### Piràmide de població
La piràmide de població per edats i sexe el 2009 era:
| Homes | Edats   | Dones |
| ----- | ------- | ----- |
| 0     | 95 o +  | 0     |
| 4     | 90 a 94 | 0     |
| 4     | 85 a 89 | 4     |
| 0     | 80 a 84 | 0     |
| 4     | 75 a 79 | 0     |
| 4     | 70 a 74 | 0     |
| 8     | 65 a 69 | 4     |
| 4     | 60 a 64 | 16    |
| 0     | 55 a 59 | 4     |
| 20    | 50 a 54 | 8     |
| 8     | 45 a 49 | 8     |
| 20    | 40 a 44 | 20    |
| 8     | 35 a 39 | 16    |
| 12    | 30 a 34 | 8     |
| 8     | 25 a 29 | 12    |
| 8     | 20 a 24 | 8     |
| 8     | 15 a 19 | 16    |
| 20    | 10 a 14 | 12    |
| 28    | 5 a 9   | 4     |
| 8     | 0 a 4   | 12    |

## Economia
El 2007 la població en edat de treballar era de 250 persones, 213 eren actives i 37 eren inactives. De les 213 persones actives 199 estaven ocupades (111 homes i 88 dones) i 14 estaven aturades (4 homes i 10 dones). De les 37 persones inactives 7 estaven jubilades, 21 estaven estudiant i 9 estaven classificades com a «altres inactius».

### Ingressos
El 2009 a Chevillé hi havia 139 unitats fiscals que integraven 404 persones, la mediana anual d'ingressos fiscals per persona era de 16.539 €.

### Activitats econòmiques
Dels 13 establiments que hi havia el 2007, 1 era d'una empresa alimentària, 1 d'una empresa de fabricació d'altres productes industrials, 5 d'empreses de construcció, 1 d'una empresa de comerç i reparació d'automòbils, 1 d'una empresa d'hostatgeria i restauració, 1 d'una empresa d'informació i comunicació, 2 d'empreses de serveis i 1 d'una entitat de l'administració pública.
Dels 5 establiments de servei als particulars que hi havia el 2009, 1 era un taller de reparació d'automòbils i de material agrícola, 1 paleta, 1 guixaire pintor, 1 fusteria i 1 restaurant.
L'any 2000 a Chevillé hi havia 20 explotacions agrícoles que ocupaven un total de 1.040 hectàrees.

## Equipaments sanitaris i escolars
El 2009 hi havia una escola maternal integrada dins d'un grup escolar amb les comunes properes formant una escola dispersa.

## Poblacions més properes
El següent diagrama mostra les poblacions més properes.